# Saalijalgpalli Meistriliiga 2008-2009
La Saalijalgpalli Meistriliiga 2008-2009 è stato il terzo campionato estone di calcio a 5, svoltosi nella stagione 2008-09 per la seconda volta con la formula del girone unico all'italiana. La vittoria finale è andata alla formazione del Sillamäe Kalev che ha preceduto i capitolini del Tallinna FC Ararat.

## Classifica finale

### Meistriliiga
| Pos | Squadra            | Pti | G  | V  | N | P  | GF  | GS  |
| --- | ------------------ | --- | -- | -- | - | -- | --- | --- |
| 1   | Sillamäe Kalev     | 35  | 14 | 11 | 2 | 1  | 113 | 57  |
| 2   | Tallinna FC Ararat | 31  | 14 | 10 | 1 | 3  | 103 | 65  |
| 3   | Anži Tallinn       | 28  | 14 | 9  | 1 | 4  | 82  | 56  |
| 4   | FC Flora Futsal    | 21  | 14 | 7  | 0 | 7  | 98  | 80  |
| 5   | Betoon Tallinn     | 20  | 14 | 6  | 2 | 6  | 71  | 56  |
| 6   | Rummu Dünamo       | 16  | 14 | 5  | 1 | 8  | 59  | 74  |
| 7   | Võru JK            | 9   | 14 | 3  | 0 | 11 | 89  | 148 |
| 8   | Rapla JK Atli      | 4   | 14 | 1  | 1 | 12 | 53  | 132 |